# Lysimachia minima
Lysimachia minima — вид рослин родини первоцвітові (Primulaceae), поширений у Європі, Азії, Африці, Північній Америці.

## Опис
Однорічна трава до ≈5 см заввишки. Квіти білі чи рожеві. 

## Поширення
Поширений у Євразії, Африці, Північній Америці.